# الملاكمة في الألعاب الأولمبية الصيفية 1904 – وزن الذبابة
أقيمت منافسات فئة وزن الذبابة في رياضة الملاكمة في الألعاب الأولمبية الصيفية 1904، وكانت أخف وزن في تلك الدورة، وضمت الملاكمين بوزن حتى 105 باوند (47.6 كيلوغرام).
سٌمح لمايلز بورك بالمشاركة ضمن هذه الفئة رغم وزنه البالغ 49 كيلوغرام، أي أكثر بـ1.4 كجم عن الحد المسموح به.

## النتائج
|  | النهائي                         |                                 |     |  |  |  |  |
|  |                                 |                                 |     |  |  |  |  |
|  | جورج فينيغان (الولايات المتحدة) | جورج فينيغان (الولايات المتحدة) | TKO |  |  |  |  |
|  | مايلز بورك (الولايات المتحدة)   | مايلز بورك (الولايات المتحدة)   | 1st |  |  |  |  |